# 進化理論
「進化理論」（しんかりろん）は、日本の男性グループ・BOYS AND MENの楽曲。作詞は藤林聖子、作曲はCoffee Creamers。TBS系列で放送されたテレビアニメ『新幹線変形ロボ シンカリオン』の主題歌（オープニングテーマ）である。シングルは2018年5月9日にユニバーサル ミュージックLLCのレーベル・Virgin Musicからリリースされた。BOYS AND MENの20作目のシングルにあたる。

## 背景とリリース
前作は2017年8月リリースの『帆を上げろ!』であり、同年12月の4thアルバム『友ありて・・』を挟み、2018年の最初のCDリリースとなる。BOYS AND MENの通算20作目のシングルにあたり、メジャー流通は6作目、Virgin Musicからのリリースとしては3作目のシングルである。
2017年11月25日、新幹線をモチーフとする変形巨大ロボットとその玩具のプロジェクト『新幹線変形ロボ シンカリオン』のテレビアニメ化作品に関する情報が解禁された。これまで『シンカリオン』はテーマソングに山寺宏一が歌う「チェンジ！シンカリオン」を使用していたが、テレビアニメのために新たな主題歌が書き下ろされ、12月にBOYS AND MENがこの「進化理論」を歌うことが発表された。2018年1月4日、アニメの放送開始を記念した「出陣式」が東京新幹線車両センターで催され、BOYS AND MENもこれに参加した。アニメはTBS系列『アニメサタデー630』の枠で1月6日に放送が始まった。第48話（2018年12月8日放送）では、主人公のハヤトたちが「超進化研究所大宮支部 大忘年会」の余興でこの曲を歌い、そこにBOYS AND MENが登場した。そこではBOYS AND MENから1人だけが声優として出演できるというオーディションが実施され、辻本達規が選ばれて出演した。
BOYS AND MENは2018年2月17日と18日に愛知県体育館でワンマン・ライブ『ボイメンロード』を開催し、ここで「進化理論」のステージ・パフォーマンスを初披露した。18日のステージ上でシングルのリリースが5月9日に決定したことを発表し、ウェブサイト上でもビジュアル・イメージを公開した。2月19日放送の冠ラジオ番組『BOYS AND MEN 栄第七学園男組』（CBCラジオ）において「進化理論」のフル・バージョンをオンエア。2月下旬からリリースイベントを開催する。3月29日にミュージック・ビデオを公開した。4月21日にiTunesでの配信リリースを開始し、同日付けのiTunes J-POPソングランキングにおいて1位を獲得した。
次作は2018年9月リリースの『炎・天下奪取』で、本作とともに同年12月リリースのベスト・アルバム『ボイメン・ザ・ベスト』に収められた。

## 制作、音楽性
作詞は多くのアニメソングを手掛けてきた藤林聖子による。藤林はBOYS AND MENの楽曲ではアルバム『威風堂々〜B.M.C.A.〜』収録曲「男は歌舞いて花となれ」の作詞を手掛けている。作曲はB1A4や出口陽などへの楽曲提供がある音楽プロデューサー、ソングライターのユニット・Coffee Creamers、編曲は『友ありて・・』で数曲の作詞作曲および編曲に携わったソングライター、ギタリストのSoma Genda（源田爽馬）による。楽曲が「進化論」ではなく「進化理論」であるのは、「『しんかりろん』が『シンカリオン』に聞こえるように」という意図であり、平松賢人はレコーディングの際にディレクターから「シンカリオン、って歌っちゃおう」という指示があったと明かしている。
ユニバーサルミュージックはこの曲について「疾走感のあるアッパーチューン」・「アニメのスケール感、痛快にかっとばす疾走感を表現し、ボイメンらしい遊びもたくさん仕掛けられている」といった解説をしている。『シンカリオン』公式サイトは「頭から離れないキャッチ―なメロディが特徴」と紹介した。リーダーの水野勝は、アニメで流れるのがきっかけで小さい子供にも興味を持ってもらえるように「ガンガンズダンダン」とキャッチーな擬音が入っている、子供だけでなく大人にも伝えたいメッセージが含まれている歌詞である、といった説明をしている。

## ミュージック・ビデオ
ミュージック・ビデオのテーマは「近未来と疾走感」。キャッチフレーズは「ガンガンズダンダン」。街中を「超進化速度」（『シンカリオン』における用語）で駆け抜け、異空間のなかでダンスをする、という内容である。街中のシーンでの瞬間移動やパルクール、ダンスシーンでのCG合成などスタイリッシュな演出のなかに、女装やふんどし姿など、「BOYS AND MENらしさ」と自称するコミカルな演出が含まれている。街中のシーンのロケーションはお台場など東京であり、2018年2月27日に1日ですべての撮影をおこなった。

## リリース形態、アートワーク
CDシングルは、以下の6つのパターンでリリースされた。
| タイプ                      | 品番      | 備考                   |
| --------------------------- | --------- | ---------------------- |
| 通常盤                      | UICV-5072 |                        |
| 初回限定盤A                 | UICV-9281 | DVD付属                |
| 初回限定盤B                 | UICV-9282 | フォトブックレット付属 |
| UNIVERSAL MUSIC STORE限定盤 |           |                        |
| BOYS AND MEN盤              | D2CE-2459 | ピクチャーレーベル盤   |
| YanKee5盤                   | D2CE-2460 | ピクチャーレーベル盤   |
| 誠盤                        | D2CE-2461 | ピクチャーレーベル盤   |

初回限定盤AはCDに「進化理論」のミュージック・ビデオなどを収録したDVDが付属、初回限定盤BはCDにフォトブックレットが付属する内容である。カップリングには、BOYS AND MENの始動時から音楽プロデュースを担ってきたYUMIKOによる楽曲「サムライチョップ」、熱い曲を歌いたいというメンバーの要望から出来た楽曲「かましてこうぜテッペン」の2曲が収録される。初回限定盤Aのジャケットは『シンカリオン』のロボット3体（E5はやぶさ・E6こまち・E7かがやき）とのもの、初回限定盤BのジャケットはBOYS AND MENがアニメのキャラクターになったデザインであるなど、アートワークにおいても『シンカリオン』とコラボレーションしている。

## 衣装
「進化理論」の衣装は、BOYS AND MENのトレードマークである学ランに、『シンカリオン』のモチーフである新幹線車両（リニアモーターカーを除く）の要素をそれぞれに取り入れたデザインである。ネクタイも新幹線がモチーフであり、『シンカリオン』に登場する特務機関「新幹線超進化研究所（Shinkansen Ultra Evolution Institute）」のロゴが入っている。モチーフの車両は以下の通り（カッコ内はBOYS AND MENのメンバーカラー）。
- 水野勝（金）：かがやき
- 田中俊介（銀）：リニアモーターカー
- 田村侑久（青）：0系こだま
- 辻本達規（赤）：こまち
- 小林豊（黄緑）：はやぶさ
- 本田剛文（ピンク）：Maxとき[25]
- 勇翔（白と紺）：N700Aのぞみ
- 平松賢人（黄）：ドクターイエロー
- 土田拓海（紫）・吉原雅斗（緑）：とれいゆつばさ

## ライブ・パフォーマンス
BOYS AND MENのダンスリーダーである平松賢人は、この曲のパフォーマンスについて、「老若男女に愛してもらいたいという思いから、『とにかくわかりやすい』をテーマにしています」と説明している。曲の頭「ガンガンズダンダン」の部分はアニメの変身シーンに合わせたもの、サビ部分は「電車のシュポシュポしている動作」をイメージしたものである。間奏では、決まった振りがなくメンバーがそれぞれ自由に思い思いの動きをする部分がある。この曲は1番サビ部分で辻本達規がセンターポジションになる。
前述のように2018年2月に愛知県体育館で開催したワンマン・ライブにおいてライブ・パフォーマンスを初披露した。このライブはニコニコ生放送の配信によって生中継されている。メディアでのライブ・パフォーマンスは、3月22日放送の『PON!』（日本テレビ）、5月5日放送の『ミュージックフェア』にそれぞれ初出演となる。ほか5月12日放送の『バズリズム02』（日本テレビ）、『Uta-Tube』（NHK名古屋）、5月20日（19日深夜）放送の『COUNT DOWN TV』（TBS）、などに出演した

## シングル収録トラック

### 通常盤
1. 「進化理論」（作詞: 藤林聖子、作曲: Coffee Creamers、編曲: Soma Genda） – 3:36
2. 「サムライチョップ」（作詞: YUMIKO、作曲・編曲: 大沢圭一） – 4:07
3. 「かましてこうぜテッペン」（作詞・作曲: Sing-O、編曲: Soma Genda） – 4:18
4. 「進化理論 -Instrumental-」
5. 「サムライチョップ -Instrumental-」
6. 「かましてこうぜテッペン -Instrumental-」

### 初回限定盤
CD
A・B共通。
1. 「進化理論」
2. 「サムライチョップ」
3. 「かましてこうぜテッペン」
4. 「進化理論 -カラオケVer.-」

DVD
Aのみ。
1. 「進化理論 -Music Video-」
2. 「進化理論 -Making of Music Video-」
3. 「進化理論 -Making of Jacket Photos-」

### UNIVERSAL MUSIC STORE限定盤
BOYS AND MEN盤・YanKee5盤・誠盤すべて同じ。
1. 「進化理論」
2. 「かましてこうぜテッペン」

## チャート成績
オリコンチャートでは初週で14.0万枚を売り上げ、2018年5月21日付けの週間シングルランキングで初登場1位を獲得。2016年2月の『Wanna be!』以来2年3か月ぶり、通算3作目の同ランキング首位を獲得した。Billboard JAPANでは初週で約14.3万枚を売り上げ、セールス・チャートTop Singles Salesとアニメ・チャートHot Animationにおいてそれぞれ1位を取り、総合チャートBillboard Japan Hot 100において首位を獲得した。